# Il paese del vento
Il paese del vento è un romanzo di Grazia Deledda, pubblicato per la prima volta nel 1931.

## Trama
La vicenda è narrata in prima persona dalla protagonista e si sviluppa in un flusso continuo. L'ambientazione, in una località di mare della Sardegna, cronologicamente si svolge circa all'inizio degli anni '20 del Novecento.
Nel giorno delle sue nozze, una donna di venticinque anni parte dopo i festeggiamenti e va con il marito a fare il viaggio di nozze in una località balneare sarda, nota per l'intensità di certi fenomeni atmosferici dovuti al vento. Sul treno, dopo poche fermate, sale un gruppo di soldati; il marito fa subito amicizia con loro e insieme intonano dei canti, ma questo fa sentire molto sola la sposa, che si rinchiude in se stessa. Giunti a sera alla loro mèta, trovano la casa in cui dovrebbero alloggiare, ancora chiusa e senza servizio. Il marito recupera le chiavi e insieme entrano, ma lo scontento e la malinconia della sposa sono ancor più accentuati.
In questi momenti di contrarietà, in un lungo flashback, la giovane rivive i suoi anni di fanciulla, schiva e assidua lettrice. C'era stato un ragazzo di nome Gabriele, al quale sembrava promessa sposa, ma poi, problemi di salute, avevano allontanato il ragazzo e lei aveva sepolto in sé un sentimento sia di amore acerbo, sia di ripulsa. In seguito, l'arrivo dopo vari anni di un brillante giovane nel paese, era nato il nuovo amore coronato dal matrimonio.
Purtroppo, oltre alle banali contrarietà della giornata, c'era stato un incontro nel paese con un uomo imbacuccato e malato, in cui la sposa aveva ravvisato proprio Gabriele, che in fondo aveva visto una sola volta, ma l'insieme delle circostanze non le era parso normale e aveva acuito il suo malumore. Non si poteva confidare con il marito, perché questi si era già mostrato molto geloso. Però l'indomani, con l'arrivo della Marisa, donna che si prestava a fare da domestica, tutto assume un nuovo e più positivo aspetto e la novella sposa si rilassa, almeno finché un altro incontro con Gabriele, chiamato dagli abitanti del borgo cormorano, corvo, barbagianni e altro, la mette definitivamente in allarme e imbarazzo. Gabriele infatti l'ha riconosciuta e le vuole parlare senza altri testimoni.
La giovane apprende da Marisa che Gabriele è malato e contagioso, però secondo l'anziana donna, sarebbe un atto di carità cristiana andare a fargli visita. Diversamente la pensa il marito di Marisa, un pescatore dal passato di anarchico, che le raccomanda di tenersi lontana dal villino dove Gabriele è a pensione. A complicare le cose, si aggiunge il fatto che la giunta comunale è improvvisamente commissariata per cattiva gestione e si chiama quale commissario straordinario proprio il suo brillante marito, che inizia un lavoro quotidiano e molto impegnativo. Ciò isola ancor più la sposina e la mette in balia delle mezze frasi di Marisa e dell'anarchico.
Finalmente, una sera, viene offerto un pranzo in onore del nuovo commissario e della sua consorte. Tutto il paese è eccitato in vista dell'evento. La protagonista sceglie proprio quella sera per accordare a Gabriele il colloquio che le aveva chiesto ma, quando si trova davanti il malato, scopre con raccapriccio che l'uomo ha distorto i pochi fatti avvenuti tanti anni prima e si mostra pieno di rancore, come fosse stato tradito e ripudiato da lei. Nella sua furia accusatoria Gabriele cerca persino di baciarla, con l'intento di causarle un contagio, ma l'inaspettato arrivo del padrone di casa, un cieco di guerra, permette alla sposa di andarsene. La sera stessa i due coniugi hanno un traumatico dialogo perché lei, per volontà del marito, era stata costantemente sorvegliata di nascosto dall'anarchico. Dopo molte pene, la giovane donna può finalmente affidare il suo fardello a Dio e vivere da moglie serena e amata. Gabriele è morto durante la serata del banchetto.

## Edizioni
- Il paese del vento: romanzo, Nuova Antologia: Bestetti e Tumminelli, Roma [1931?]
- Il paese del vento: romanzo, Fratelli Treves, Milano 1931
- Il paese del vento: Romanzo, A. Garzanti, Milano 1940
- Il paese del vento, introduzione di Anna Dolfi, A. Mondadori, Milano 1981
- Dieci romanzi (Grazia Deledda); Il tesoro; Naufraghi in porto; Nostalgie; Sino al confine; L'incendio nell'oliveto; Il segreto dell'uomo solitario; La danza della collana; Il paese del vento; La chiesa della solitudine: La via del male, a cura di Anna Dolfi, Grandi tascabili economici Newton, Roma 1994
- Il paese del vento, introduzione di Dolores Turchi, Tascabili economici Newton, Roma 1995
- Il paese del vento, prodotto in braille dalla coop. sociale "A prima vista", Cagliari [2002?]
- Il paese del vento, L'Unione Sarda, Cagliari 2003
- Il paese del vento, prefazione di Marcello Fois, Ilisso, Nuoro 2007
- Il flauto nel bosco; Il paese del vento, Zedda, Cagliari 2009
- Il paese del vento, Il maestrale, Nuoro 2009
- (FR)  Le pays sous le vent, traduit de l'italien par Chiara Monti et Fabienne-Andréa Costa, Cambourakis, Paris 2017
- Il paese del vento, Ecra, Roma 2019
- Il Paese del vento, L'Unione Sarda, Cagliari 2021